# Forsa distrikt, Hälsingland
Forsa distrikt är ett distrikt i Hudiksvalls kommun och Gävleborgs län. Distriktet ligger omkring Näsviken och Sörforsa i östra Hälsingland. 

## Tidigare administrativ tillhörighet
Distriktet inrättades 2016 och utgörs av Forsa socken i Hudiksvalls kommun.
Området motsvarar den omfattning Forsa församling hade 1999/2000.

## Tätorter och småorter
I Forsa distrikt finns två tätorter och en småort.

### Tätorter
- Näsviken
- Sörforsa

### Småorter
- Trogsta